# Aspidodiadematidae
Az Aspidodiadematidae család a Diadematoida rendbe tartozik.

## Rendszerezés
Aspidodiadema nem	(Agassiz, 1878) – 7 faj
- Aspidodiadema tonsum (Agassiz, 1878)
- Aspidodiadema africanum (Mortensen, 1939)
- Aspidodiadema arcitum (Mortensen, 1939)
- Aspidodiadema hawaiiense (Mortensen, 1939)
- Aspidodiadema jacobi (Agassiz, 1880)
- Aspidodiadema meijerei (Doderlein, 1906)
- Aspidodiadema nicobaricum (Doderlein, 1901)

Dermatodiadema nem
?
Eosalenia nem (Lambert in Lambert & Savin, 1905) – 2 faj
- Eosalenia jessoni (Gregory, 1896), A bajoci és az oxfordi korszakban élt.
- Eosalenia miranda (Lambert in Lambert & Savin, 1905) A bajoci korszakban élt.

Tiaridia nem
?
Plesiodiadema nem	(Pomel, 1883) – 3 faj
- Plesiodiadema microtuberculatum (Agassiz, 1879)
- Plesiodiadema indicum 	(Doderlein, 1900)
- Plesiodiadema globulosum (Agassiz, 1879)